# هانس كورتي
هانس كورتي (بالألمانية: Hans Korte)‏ هو عسكري ألماني، ولد في 16 ديسمبر 1899 في داننبرغ في ألمانيا، وتوفي في 8 أبريل 1990 في أوتينغ أم أميرسيه في ألمانيا.